# Future TV
 (janvier 2018).
Future TV était une chaîne de télévision libanaise créée le 15 février 1993. Appartenant à la famille Hariri, une famille très influente au Liban, elle était ainsi très proche du Courant du Futur. Elle cesse d'émettre en septembre 2019 pour des raisons financières.
La chaîne était principalement axée sur le divertissement et avait réussi à adapter plusieurs formats étrangers comme American Idol (Superstar) et Le maillon faible.